# Colonia Italiana
Colonia Italiana é um município da província de Córdova, na Argentina.